# Brussels Hoofdstedelijk Parlement (samenstelling 2019-2024)
Dit is de lijst van volksvertegenwoordigers in het Brussels Hoofdstedelijk Parlement (BHP) voor de legislatuur 2019-2024. Het Brussels Hoofdstedelijk Parlement telt 89 leden: 72 ervan zijn Franstalig, de overige 17 Nederlandstalig.
Deze legislatuur volgde uit de Brusselse gewestverkiezingen van 26 mei 2019 en ging van start op 11 juni 2019. Op 3 mei 2024  vond de laatste plenaire vergadering van de legislatuur plaats.
Tijdens deze legislatuur is de regering-Vervoort III in functie, die steunt op een meerderheid van PS, Ecolo, DéFI en Groen, Open Vld en one.brussels-sp.a. De oppositiepartijen zijn dus MR, PTB, cdH en DierAnimal en N-VA, Vlaams Belang, CD&V, PVDA en Agora.
De 72 Franstalige parlementsleden maken tevens deel uit van het Parlement francophone bruxellois (PFB) en de 17 Nederlandstalige parlementsleden van de Raad van de Vlaamse Gemeenschapscommissie (RVGC), die beslissingsrecht hebben over de gemeenschapsbevoegdheden die autonoom bestuurd worden door de Franse en Nederlandse taalgroep. Deze gemeenschapscommissies vormen samen de Verenigde Vergadering van de Gemeenschappelijke Gemeenschapscommissie (VVGGC), waar gemeenschapsbevoegdheden waarvoor gemeenschappelijke overeenstemming tussen beide taalgroepen vereist is worden besproken.

## Samenstelling
| Begin legislatuur (2019) | Begin legislatuur (2019) | Begin legislatuur (2019) | Einde legislatuur (2024) | Einde legislatuur (2024) | Einde legislatuur (2024) |
| Fractie                  | Fractie                  | Zetels                   | Fractie                  | Fractie                  | Zetels                   |
| ------------------------ | ------------------------ | ------------------------ | ------------------------ | ------------------------ | ------------------------ |
|                          | PS                       | 17                       |                          | PS                       | 16                       |
|                          | MR                       | 13                       |                          | MR                       | 16                       |
|                          | Ecolo                    | 15                       |                          | Ecolo                    | 15                       |
|                          | PTB                      | 10                       |                          | PTB                      | 9                        |
|                          | DéFI                     | 10                       |                          | DéFI                     | 7                        |
|                          | cdH                      | 6                        |                          | Les Engagés              | 4                        |
|                          | Groen                    | 4                        |                          | Groen                    | 4                        |
|                          | N-VA                     | 3                        |                          | N-VA                     | 3                        |
|                          | Open Vld                 | 3                        |                          | Open Vld                 | 2                        |
|                          | One.brussels-sp.a        | 3                        |                          | Vooruit.brussels         | 2                        |
|                          | CD&V                     | 1                        |                          | CD&V                     | 1                        |
|                          | Vlaams Belang            | 1                        |                          | Vlaams Belang            | 1                        |
|                          | Agora                    | 1                        |                          | Agora                    | 1                        |
|                          | PVDA                     | 1                        |                          | PVDA                     | 1                        |
|                          | DierAnimal               | 1                        |                          | Onafhankelijk            | 7                        |

Wijzigingen in fractiesamenstelling:
- In 2019 zetelde Nadia El Yousfi (PS) korte tijd als onafhankelijke.
- In 2020 verliet Emin Özkara de PS-fractie en ging hij als onafhankelijke zetelen. In 2023 trad hij toe tot de DéFI-fractie.
- In 2020 werd Victoria Austraet uit DierAnimal gezet en ging als onafhankelijke zetelen.[2]
- In 2020 stapt Bertin Mampaka Mankamba over van cdH naar MR.[3]
- In 2022 verliet Véronique Lefrancq de Les Engagés-fractie en ging ze als onafhankelijke zetelen.[4]
- In 2023 verliet Sadik Köksal de DéFI-fractie en stapte hij over naar de MR-fractie.
- In 2023 verliet Ariane de Lobkowicz-d'Ursel de DéFI-fractie en stapte ze over naar de MR-fractie.
- In 2023 verliet Christophe Magdalijns de DéFI-fractie en ging hij als onafhankelijke zetelen.
- In 2023 verliet Fouad Ahidar de Vooruit.brussels-fractie en ging hij als onafhankelijke zetelen.
- In 2024 verliet Youssef Handichi de PTB-fractie en ging hij als onafhankelijke zetelen. Kort nadien sloot hij zich aan bij de MR-fractie.
- In 2024 verlieten Michaël Vossaert, Alain Vander Elst en Khadija Zamouri respectievelijk de DéFI-, de MR-, en de Open Vld-fractie en gingen ze als onafhankelijke zetelen.

## Lijst van de parlementsleden
| Volksvertegenwoordiger       | Fractie           | Taalgroep  | Opmerkingen |
| ---------------------------- | ----------------- | ---------- | --- |
| Véronique Jamoulle           | PS                | Frans      | Vervangt vanaf 11 juni 2019 Rudi Vervoort, minister in de Brusselse Hoofdstedelijke Regering. |
| Rachid Madrane               | PS                | Frans      | Werd van 11 juni tot 18 juli 2019 als ontslagnemend minister in de Franse Gemeenschapsregering vervangen door Cécile Vainsel. Madrane is vanaf 18 juli 2019 parlementsvoorzitter (BHP/VVGGC) en voorzitter van de commissie Financiën en Algemene Zaken (BHP). |
| Fadila Laanan                | PS                | Frans      | Werd van 11 juni tot 18 juli 2019 als ontslagnemend staatssecretaris in de Brusselse Hoofdstedelijke Regering vervangen door Simone Susskind. |
| Delphine Chabbert            | PS                | Frans      | Secretaris van het PFB. |
| Nadia El Yousfi              | PS                | Frans      | Zetelt van 18 juli tot 10 september 2019 als onafhankelijke. |
| Isabelle Emmery              | PS                | Frans      | Secretaris (BHP/VVGGC) en voorzitter van de commissie Territoriale Ontwikkeling (BHP). |
| Marc-Jean Ghyssels           | PS                | Frans      | Secretaris (BHP/VVGGC). |
| Leila Agic                   | PS                | Frans      | |
| Jamal Ikazban                | PS                | Frans      | Voorzitter van de PS-fractie (PFB). |
| Hasan Koyuncu                | PS                | Frans      | Ondervoorzitter van het PFB. |
| Julien Uyttendaele           | PS                | Frans      | |
| Ridouane Chahid              | PS                | Frans      | Voorzitter van de PS-fractie (BHP/VVGGC). |
| Martin Casier                | PS                | Frans      | Vervangt vanaf 11 juni 2019 Philippe Close, die beslist om voltijds burgemeester van Brussel te blijven. |
| Ibrahim Dönmez               | PS                | Frans      | Voorzitter van de commissie Gezondheid en Bijstand aan Personen (VVGGC) |
| Mohamed Ouriaghli            | PS                | Frans      | Voorzitter van de commissie Onderwijs, Professionele Opleiding, Personen met een Handicap, Schoolvervoer, Kinderopvang, Cultuur en Toerisme (PFB). |
| Emin Özkara                  | PS                | Frans      | Zetelt van 18 januari 2020 tot 15 september 2023 als onafhankelijke en vanaf 15 september 2023 in de DéFI-fractie. |
| Sevket Temiz                 | PS                | Frans      | |
| Françoise Schepmans          | MR                | Frans      | Voorzitter van de MR-fractie tot 13 september 2019 (BHP/VVGGC). |
| Latifa Aït Baala             | MR                | Frans      | Vervangt vanaf 11 juni 2019 Boris Dilliès, die beslist om voltijds burgemeester van Ukkel te blijven. |
| Geoffroy Coomans de Brachène | MR                | Frans      | |
| David Leisterh               | MR                | Frans      | Vanaf 20 november 2022 voorzitter van de MR-fractie (BHP/VVGGC). |
| Alain Vander Elst            | MR                | Frans      | Vervangt vanaf 25 november 2022 Alexia Bertrand, die staatssecretaris werd in de federale regering-De Croo. Bertrand was van 13 september 2019 tot 18 november 2022 voorzitter van de MR-fractie (BHP/VVGGC). Alain Vander Elst zetelt vanaf 29 maart 2024 als onafhankelijke. |
| Vincent De Wolf              | MR                | Frans      | Ondervoorzitter (BHP/VVGGC). |
| David Weytsman               | MR                | Frans      | Voorzitter van de commissie Sociale Zaken, Familie en Gezondheid (PFB). |
| Dominique Dufourny           | MR                | Frans      | |
| Anne-Charlotte d'Ursel       | MR                | Frans      | Secretaris (BHP/VVGGC) en voorzitter van de commissie Mobiliteit (BHP). |
| Clémentine Barzin            | MR                | Frans      | |
| Aurélie Czekalski            | MR                | Frans      | |
| Viviane Teitelbaum           | MR                | Frans      | Ondervoorzitter van het PFB. |
| Gaëtan Van Goidsenhoven      | MR                | Frans      | Voorzitter van de MR-fractie (PFB). |
| Margaux De Ré                | Ecolo             | Frans      | Vervangt vanaf 16 september 2019 Rajae Maouane, die co-voorzitster van Ecolo wordt. De Ré is sinds 1 januari 2020 voorzitter van de commissie Gelijke Kansen en Vrouwenrechten (BHP). |
| Matteo Segers                | Ecolo             | Frans      | |
| Marie Borsu                  | Ecolo             | Frans      | Vervangt vanaf 18 september 2023 Magali Plovie, die rechter wordt bij het Grondwettelijk Hof. Plovie was voorzitter van de Ecolo-fractie tot 18 juli 2019 (PFB) en van 18 juli 2019 tot aan haar ontslag op 11 september 2023 voorzitter van het PFB en voorzitter van de commissie Algemene en Residuaire Zaken, Sociale Cohesie en Sportinfrastructuren (PFB). |
| Laurence Willemse            | Ecolo             | Frans      | Vervangt vanaf 12 januari 2024 Zoé Genot, die directrice wordt van de CESSOC, de Franstalige werkgeversconfederatie voor de sportieve en socio-culturele sector. Genot was van 13 maart 2020 tot 12 januari 2024 secretaris van het BHP/VVGGC. |
| Isabelle Pauthier            | Ecolo             | Frans      | |
| Ingrid Parmentier            | Ecolo             | Frans      | Vervangt vanaf 18 juli 2019 Alain Maron, die minister wordt in de Brusselse Hoofdstedelijke Regering. Maron was tot 18 juli 2019 voorzitter van de Ecolo-fractie (BHP/VVGGC). Parmentier is sinds 12 januari 2024 secretaris van het BHP/VVGGC. |
| Thomas Naessens              | Ecolo             | Frans      | Vervangt vanaf 23 december 2021 Barbara de Radiguès de Chennevière, die de politiek verlaat. De Radiguès de Chennevière was secretaris tot 8 maart 2020 (BHP/VVGGC) en voorzitter van de Ecolo-fractie van 11 september 2019 tot 2 april 2021 (PFB). |
| Pierre-Yves Lux              | Ecolo             | Frans      | Vervangt vanaf 18 juli 2019 Barbara Trachte, die staatssecretaris wordt in de Brusselse Hoofdstedelijke Regering. |
| Kalvin Soiresse Njall        | Ecolo             | Frans      | Vanaf 20 september 2023 voorzitter van het PFB en voorzitter van de commissie Algemene en Residuaire Zaken, Sociale Cohesie en Sportinfrastructuren (PFB). |
| Hicham Talhi                 | Ecolo             | Frans      | Ondervoorzitter (BHP/VVGGC). |
| Tristan Roberti              | Ecolo             | Frans      | Voorzitter van de commissie Leefmilieu en Energie (BHP). |
| Ahmed Mouhssin               | Ecolo             | Frans      | |
| John Pitseys                 | Ecolo             | Frans      | Voorzitter van de Ecolo-fractie vanaf 18 juli 2019 (BHP/VVGGC). |
| Marie Lecocq                 | Ecolo             | Frans      | Voorzitter van de Ecolo-fractie van 18 juli tot 11 september 2019 (PFB). |
| Farida Tahar                 | Ecolo             | Frans      | Voorzitter van de Ecolo-fractie vanaf 2 april 2021 (PFB). |
| Sadik Köksal                 | DéFI              | Frans      | Vervangt vanaf 18 juli 2019 Cécile Jodogne, die waarnemend burgemeester van Schaarbeek wordt. Köksal stapt op 30 juni 2023 over naar de MR-fractie. |
| Nicole Nketo Bomele          | DéFI              | Frans      | Vervangt vanaf 11 juni 2019 Bernard Clerfayt, die verkiest om voltijds burgemeester van Schaarbeek te blijven. |
| Christophe Magdalijns        | DéFI              | Frans      | Tot 1 september 2021 ondervoorzitter van het PFB. Zetelt sinds 28 november 2023 als onafhankelijke. |
| Emmanuel De Bock             | DéFI              | Frans      | Voorzitter van de DéFI-fractie (BHP/VVGGC) en tot 18 juli 2019 voorzitter van de DéFI-fractie in het PFB. |
| Jonathan de Patoul           | DéFI              | Frans      | Vanaf 19 september 2021 voorzitter van de DéFI-fractie (PFB). |
| Michaël Vossaert             | DéFI              | Frans      | Voorzitter van de commissie Economische Zaken en Tewerkstelling (BHP), van 18 juli 2019 tot 19 september 2021 voorzitter van de DéFI-fractie (PFB) en vanaf 20 september 2021 ondervoorzitter van het PFB. Zetelt vanaf 20 maart 2024 als onafhankelijke. |
| Marc Loewenstein             | DéFI              | Frans      | Ondervoorzitter (BHP/VVGGC). |
| Joëlle Maison                | DéFI              | Frans      | Secretaris vanaf 20 oktober 2022 (BHP/VVGGC). |
| Marie Nagy                   | DéFI              | Frans      | |
| Ariane de Lobkowicz-d'Ursel  | DéFI              | Frans      | Stapte op 22 september 2023 over naar de MR-fractie. |
| Francis Dagrin               | PTB               | Frans      | Secretaris vanaf 23 februari 2024 (BHP/VVGGC). |
| Stéphanie Koplowicz          | PTB               | Frans      | Vanaf 18 juli 2019 voorzitter van de PTB-fractie in het PFB. |
| Youssef Handichi             | PTB               | Frans      | Secretaris tot 5 februari 2024 (BHP/VVGGC). Zetelde van 5 februari tot 11 maart 2024 als onafhankelijke en maakt sinds 11 maart 2024 deel uit van de MR-fractie. |
| Françoise De Smedt           | PTB               | Frans      | Voorzitter van de PTB-fractie (BHP/VVGGC). |
| Jean-Pierre Kerckhofs        | PTB               | Frans      | |
| Elisa Groppi                 | PTB               | Frans      | |
| Petya Obolensky              | PTB               | Frans      | Voorzitter van de commissie Huisvesting (BHP) en secretaris van het PFB. |
| Bruno Bauwens                | PTB               | Frans      | Vervangt vanaf 18 februari 2022 Caroline De Bock, die naar Kortrijk verhuisde. |
| Leila Lahssaini              | PTB               | Frans      | Voorzitter van de PTB-fractie tot 18 juli 2019 (PFB). |
| Luc Vancauwenberge           | PTB               | Frans      | Vervangt vanaf 11 juni 2019 Ahmad Haagiloee, die beslist om niet te zetelen. |
| Christophe De Beukelaer      | cdH               | Frans      | Vanaf 15 januari 2020 voorzitter van de cdH/Les Engagés-fractie in het PFB. |
| Véronique Lefrancq           | cdH               | Frans      | Secretaris van 2 oktober 2020 tot 5 oktober 2022. Zetelt sinds 5 oktober 2022 als onafhankelijke. |
| Gladys Kazadi                | cdH               | Frans      | |
| Pierre Kompany               | cdH               | Frans      | |
| Bertin Mampaka Mankamba      | cdH               | Frans      | Stapt op 18 september 2020 over naar de MR-fractie. Mampaka was van 7 februari tot 18 september 2020 secretaris (BHP/VVGGC). |
| Céline Fremault              | cdH               | Frans      | Werd van 11 juni tot 18 juli 2019 als ontslagnemend minister in de Brusselse Hoofdstedelijke Regering vervangen door Rachid Azaoum. Fremault was secretaris van 18 juli 2019 tot 31 januari 2020 (BHP/VVGGC) en is vanaf 20 december 2019 voorzitter van de cdH/Les Engagés-fractie (BHP/VVGGC). |
| Victoria Austraet            | DierAnimal        | Frans      | Zetelt sinds 29 mei 2020 als onafhankelijke. |
| Soetkin Hoessen              | Groen             | Nederlands | Vervangt vanaf 18 juli 2019 Elke Van den Brandt, minister in de Brusselse Hoofdstedelijke Regering. Hoessen is ondervoorzitter van de RVGC. |
| Arnaud Verstraete            | Groen             | Nederlands | Voorzitter van de Groen-fractie (BHP/VVGGC/RVGC). |
| Juan Benjumea Moreno         | Groen             | Nederlands | Secretaris van het BHP en de VVGGC en voorzitter van de commissie Algemene Bicommunautaire Zaken (VVGGC). Vanaf 7 mei 2024 secretaris van de RVGC. |
| Lotte Stoops                 | Groen             | Nederlands | Secretaris (BHP/VVGGC/RVGC) en voorzitter van de commissie Cultuur, Jeugd en Sport (RVGC). |
| Khadija Zamouri              | Open Vld          | Nederlands | Vervangt vanaf 18 juli 2019 Sven Gatz, minister in de Brusselse Hoofdstedelijke Regering, en zetelt vanaf 25 april 2024 als onafhankelijke. Daarvoor verving Zamouri van 11 juni tot 18 juli 2019 Guy Vanhengel, ontslagnemend minister in de Brusselse Hoofdstedelijke Regering. Sven Gatz was voorzitter van de Open Vld-fractie tot 18 juli 2019 (BHP/VVGGC/RVGC), Zamouri was van 18 juli 2019 tot 26 april 2024 voorzitter van de VLD-fractie in de RVGC. Zetelt vanaf 25 april 2024 als onafhankelijke in het Brussels Hoofdstedelijk Parlement en vanaf 26 april 2024 als eenmansfractie Khadija Zamouri in de RVGC, waarvan zij vanaf deze datum de voorzitter is.. |
| Guy Vanhengel                | Open Vld          | Nederlands | Werd van 11 juni tot 18 juli 2019 als ontslagnemend minister in de Brusselse Hoofdstedelijke Regering vervangen door Khadija Zamouri. Vanhengel is vanaf 18 juli 2019 ondervoorzitter (BHP/VVGGC) en voorzitter van de commissie Binnenlandse Zaken (BHP) en secretaris van de RVGC. |
| Carla Dejonghe               | Open Vld          | Nederlands | Vanaf 18 juli 2019 voorzitter van de Open Vld-fractie in het BHP/VVGGC en vanaf 3 mei 2024 voorzitter van de Open Vld-fractie in de RVGC. Tevens voorzitter van de commissie Welzijn, Gezondheid en Gezin (RVGC) en tot 7 mei 2024 secretaris van de RGVC. |
| Els Rochette                 | one.brussels-sp.a | Nederlands | Secretaris tot 20 juli 2019 (BHP/VVGGC), van 12 juli 2019 tot 12 december 2023 voorzitter van de one.brussels-sp.a/one.brussels-Vooruit/Vooruit.brussels-fractie in de RVGC en vanaf 21 juni 2023 secretaris (BHP/VVGGC). Sinds 12 december 2023 voorzitter van de RGVC en voorzitter van de commissie Algemene Zaken, Financiën en Begroting en Stedelijk Beleid (RVGC). |
| Pascal Smet                  | one.brussels-sp.a | Nederlands | Werd van 11 juni 2019 tot 18 juni 2023 gedurende zijn functies als minister en staatssecretaris in de Brusselse Hoofdstedelijke Regering vervangen door Hilde Sabbe. Smet is sinds 6 december 2023 voorzitter van de Vooruit.brussels-fractie (BHP/VVGGC/RVGC), Sabbe was secretaris van 20 juli 2019 tot 18 juni 2023 (BHP/VVGGC). |
| Fouad Ahidar                 | one.brussels-sp.a | Nederlands | Voorzitter van de one.brussels-sp.a/one.brussels-Vooruit/Vooruit.brussels-fractie tot 6 december 2023 (BHP/VVGGC) en van 18 juli 2019 tot 12 december 2023 voorzitter van de RGVC en voorzitter van de commissie Algemene Zaken, Financiën en Begroting en Stedelijk Beleid (RVGC). Zetelt sinds 6 december 2023 als onafhankelijke in het BHP en vanaf 7 december 2023 als de eenmansfractie Fouad Ahidar in de RVGC, waarvan hij vanaf deze datum de voorzitter is. |
| Mathias Vanden Borre         | N-VA              | Nederlands | Voorzitter van de N-VA-fractie (RVGC). |
| Gilles Verstraeten           | N-VA              | Nederlands | Secretaris (BHP/VVGGC/RVGC) en voorzitter van de commissie Onderwijs en Scholenbouw (RVGC). |
| Cieltje Van Achter           | N-VA              | Nederlands | Voorzitter van de N-VA-fractie (BHP/VVGGC) en secretaris van de RVGC. |
| Jan Busselen                 | PVDA              | Nederlands | Voorzitter van de PVDA-fractie (BHP/VVGGC/RVGC). |
| Bianca Debaets               | CD&V              | Nederlands | Werd van 11 juni tot 18 juli 2019 als ontslagnemend staatssecretaris in de Brusselse Hoofdstedelijke Regering vervangen door Joris Poschet. Poschet was voorzitter van de CD&V-fractie tot 18 juli 2019 (BHP/VVGGC/RVGC). Debaets is sinds 18 juli 2019 voorzitter van de CD&V-fractie (BHP/VVGGC/RVGC). |
| Pepijn Kennis                | Agora             | Nederlands | Voorzitter van de Agora-fractie (BHP/VVGGC/RVGC). |
| Dominiek Lootens-Stael       | Vlaams Belang     | Nederlands | Voorzitter van de Vlaams Belang-fractie (BHP/VVGGC/RVGC). |